# مالاکی ترون
مالاکی ترون (انگلیسی: Malachi Throne; ۱ دسامبر ۱۹۲۸ – ۱۳ مارس ۲۰۱۳) یک هنرپیشه اهل ایالات متحده آمریکا بود.
از فیلم‌ها یا برنامه‌های تلویزیونی که وی در آن نقش داشته است می‌توان به اگه می‌تونی منو بگیر، بو ژست و فانوس سبز: نخستین پرواز اشاره کرد.